# Exakt Entertainment
Exakt Entertainment est une entreprise américaine de développement de jeux vidéo fondée en 1999 et basée à Los Angeles en Californie.

## Jeux développés
Liste des jeux développés par Exakt mise à jour en 2017.
| Année | Jeu                          | Plateforme                       |
| ----- | ---------------------------- | -------------------------------- |
| 2001  | Supercar Street Challenge    | PlayStation 2, Microsoft Windows |
| 2002  | X-Men: Next Dimension        | GameCube                         |
| 2003  | True Crime: Streets of LA,.  | GameCube                         |
| 2004  | Call of Duty: Finest Hour    | GameCube                         |
| 2005  | True Crime: New York City    | Xbox, GameCube                   |
| 2006  | Call of Duty 3               | Wii                              |
| 2008  | Call of Duty: World at War,. | Wii                              |
| 2009  | Trixel                       | iOS                              |
| 2009  | Abuse Classic                | iOS                              |